# Vergine dei Poveri

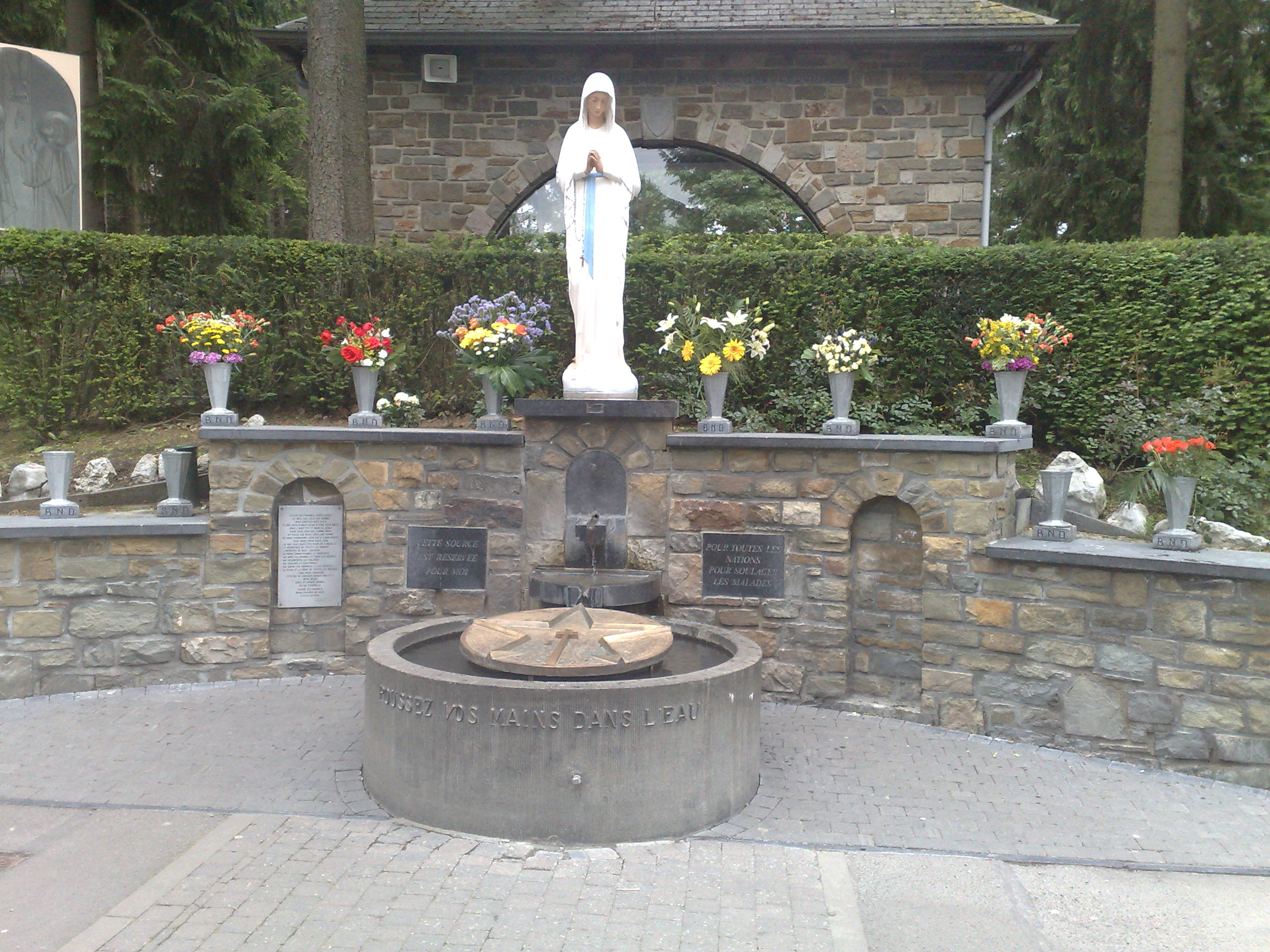
Statua e sorgente della Vergine dei Poveri a Banneux

Vergine dei Poveri (o Nostra Signora di Banneux), è l'appellativo con cui la Chiesa cattolica venera Maria, in seguito alle otto apparizioni che ebbe a Banneux, in Belgio, tra il 15 gennaio e il 2 marzo 1933, la piccola Mariette Beco (1921-2011).

## Storia delle apparizioni
Banneux (o Banneux-Notre-Dame) è un piccolo borgo belga situato sulle Ardenne, nel comune di Sprimont, a poco più di venti chilometri da Liegi. All'epoca delle apparizioni Banneux aveva solo 325 abitanti, tra i quali, nella frazione chiamata "La Fange" (Il Fango), abitava la famiglia Beco, composta da Julien Beco, dalla moglie Louise Wégimont e dai loro undici figli. Mariette Beco era la primogenita, nata il 25 marzo 1921; in famiglia c'era indifferenza nei confronti della religione, atteggiamento diffuso nella Banneux dell'epoca. Mariette non andava bene né a scuola né al catechismo, anche perché in casa era necessario il suo aiuto.
Secondo quanto riferito da Mariette, il 15 gennaio 1933, domenica, mentre è in casa ad attendere il fratellino Julien, verso le 19 avrebbe visto dalla finestra, nel giardino, una figura femminile luminosa, vestita di bianco, con le mani giunte: la bambina prende il rosario cominciando a recitarlo, mentre la "Bella Signora" l'avrebbe invitata ad andare da lei. Ma la madre, spaventata, glielo impedisce: quando la piccola torna alla finestra, la "Signora" sarebbe scomparsa.
Tre giorni dopo, il 18 gennaio, alla stessa ora, la bambina racconta di aver visto di nuovo la "Signora", seguendola fino a una sorgente, dove le dice: "Questa sorgente è riservata per me", prima di scomparire; il 19 gennaio la "Signora" si sarebbe presentata come la "Vergine dei Poveri", precisando che la sorgente è "per tutte le nazioni... per i malati". Erano passate appena poco più di due settimane dalla fine di altre apparizioni della Vergine in Belgio, a Beauraing.
Il 20 gennaio la Madonna avrebbe chiesto la costruzione di una piccola cappella. Mariette, nonostante il freddo, continua ogni giorno ad aspettare in preghiera nel solito posto e alla solita ora la "bella Signora", che sarebbe riapparsa l'11 febbraio per dirle: "Io vengo ad addolcire la sofferenza". Il 15 febbraio la bambina, dietro suggerimento del cappellano, chiede alla Madonna un segno, ed ella avrebbe risposto: "Credete in me, io crederò in voi", rivelandole un segreto prima di scomparire.
Lunedì 20 febbraio, riferisce Mariette, la Vergine le avrebbe detto: "Mia cara bambina, pregate molto", prima di allontanarsi. Giovedì 2 marzo piove a dirotto, ma all'improvviso il cielo si rasserena e la Madonna le sarebbe apparsa per l'ultima volta, col volto serio, velato di tristezza, dicendo: "Io sono la Madre del Salvatore, la Madre di Dio", prima di scomparire dopo aver benedetto la piccola con un segno di croce.

## Le guarigioni
A seguito delle apparizioni di Banneux, nei mesi immediatamente successivi, si registrarono numerose guarigioni ritenute inspiegabili dai credenti.
Uno tra i casi più celebri fu quello della signora Goethals, di Anversa. A causa di un incidente d'auto, aveva subito lesioni gravissime e il suo volto era stato profondamente deturpato: aveva inoltre perso l'udito e la capacità di ingerire cibi solidi. Durante il pellegrinaggio a Banneux bevve l'acqua della sorgente e guarì in pochi minuti: la deformazione facciale era scomparsa insieme alla sordità, e la donna poté inoltre tornare a nutrirsi normalmente.
Un altro caso assai noto si verificò proprio in Italia, a Milano: la signora Luigia Nova, inferma a letto da ben 297 giorni, invocò con fede la Vergine dei Poveri. Ella le sarebbe apparsa e l'avrebbe guarita immediatamente. 
I casi di guarigioni inspiegabili legati a Banneux sono innumerevoli. I competenti organi ecclesiastici, di concerto col personale medico, sottoposero al vaglio i più rilevanti, dichiarandone l'autenticità.
Ancora oggi se ne verificherebbero di continuo, e il santuario è visitato ogni anno da centinaia di migliaia di pellegrini, che bevono con fede alla sorgente di acqua indicata dalla Vergine.

## Il riconoscimento da parte della Chiesa cattolica
Nel 1935, durante il papato di Pio XI, la Chiesa cattolica formò una commissione per accertare la veridicità delle apparizioni e nel 1942, durante il papato di Pio XII, il vescovo di Liegi ne approvò il culto.
Nel 1949, infine, le apparizioni furono approvate definitivamente dalla Chiesa cattolica e annoverate tra quelle ufficiali.
Mariette Beco nel frattempo aveva condotto una vita riservata, creandosi una famiglia.
Oggi il santuario della "Vergine dei poveri" di Banneux è meta di frequenti pellegrinaggi.